# Мурзаєв Мірлан Абдраїмович
Мірлан Мурзаєв (кирг. Мирлан Мурзаев, нар. 29 березня 1990, Кочкор-Ата) — киргизький футболіст, нападник турецького клубу «Сомаспор» і національної збірної Киргизстану.

## Клубна кар'єра
У дорослому футболі дебютував 2007 року виступами за команду клубу «Дордой-Динамо», в якій провів три сезони, взявши участь у 73 матчах чемпіонату. Більшість часу, проведеного у складі «Дордоя», був основним гравцем атакувальної ланки команди.
2010 року перейшов до московського «Локомотива», в якому, утім, провів лише 11 ігор за другу команду, після чого залишив Москву і став гравцем ізраїльського «Хапоеля» (Петах-Тіква).
В Ізрлаїлі Мірлан теж не зміг себе проявити і 2012 року повернувся на батьківщину, знову ставши гравцем «Дордоя», кольори якого захищав до 2015 року з невеликою перервою на виступи за турецький друголіговий «Денізліспор».
2015 року повернувся до Туреччини, де змінив низку напівпрофесійних команд.

## Виступи за збірні
2006 року дебютував у складі юнацької збірної Киргизстану. 2009 року залучався до складу молодіжної збірної Киргизстану. На молодіжному рівні зіграв у 2 офіційних матчах.
2009 року дебютував в офіційних матчах у складі національної збірної Киргизстану.
У складі збірної був учасником кубка Азії з футболу 2019 року в ОАЕ. На континентальній першості став автором одного з голів у ворота господарів турніру на стадії 1/8 фіналу, проте врешті-решт його команда гру програла і припинила боротьбу на турнірі.
| Дата       | Місто         | Господарі  | Результат | Гості          | Турнір                     | Голи | Примітки |
| ---------- | ------------- | ---------- | --------- | -------------- | -------------------------- | ---- | -------- |
| 07-01-2019 | Аль-Айн       | КНР        | 2 – 1     | Киргизстан     | Кубок Азії 2019 - 1-й етап | -    |          |
| 11-01-2019 | Аль-Айн       | Киргизстан | 0 – 1     | Південна Корея | Кубок Азії 2019 - 1-й етап | -    |          |
| 16-01-2019 | Дубай (місто) | Киргизстан | 3 – 1     | Філіппіни      | Кубок Азії 2019 - 1-й етап | -    | 85'      |
| Усього     |               | Матчів     | 3         |                | Голів                      | 0    |          |

## Титули і досягнення
- Чемпіон Киргизстану (8):

«Дордой»: 2007, 2008, 2009, 2012, 2014, 2019, 2020, 2021
- Володар Кубка Киргизстану (3):

«Дордой»: 2008, 2010, 2012, 2014
- Володар Суперкубка Киргизстану (2):

«Дордой»: 2013, 2019